# Suspicion (film fra 1918)
Suspicion er en amerikansk stumfilm fra 1918 af John M. Stahl.

## Medvirkende
- Grace Davison - Madelyn Forrest
- Warren Cook - Allen Forrest
- John Merkyl - Leonard White
- Mathilde Brundage - Pennington
- Alma Dore - Olive Pennington